# サント・シャペル
サント・シャペル (Sainte chapelle）とは「聖なる礼拝堂」という意味で、フランスのパリ中心部、シテ島にあるゴシック建築の教会堂。
おそらくゴシック建築が最も輝かしかった時期の頂点ともいえる傑作である。
サント·シャペル·デュ·パレとも呼ばれ、ルイ9世（聖ルイあるいは聖王ルイ）が1239年から収集し始めた聖遺物を納めるために建設を命じたものである。コンシェルジュリーとともにカペー朝時代の王宮であるシテ宮の跡であり、現在はパリのパレ・ド・ジュスティスの一部である。2011年には、90万人以上の観光客が訪れた。

## 歴史

### 聖遺物の購入
聖ルイは、多くの貴族のように遺物を盗み出すことはしなかった。彼は、1239年、コンスタンティノープルのラテン帝国皇帝ボルドワン2世に対して35,000リーブルもの大金を支払って、キリスト受難の貴重な聖遺物である荊冠を購入した。
1241年には、聖十字架のかけら、聖血や墓石などの聖遺物も聖ルイのコレクションに加えられた。

### 建設

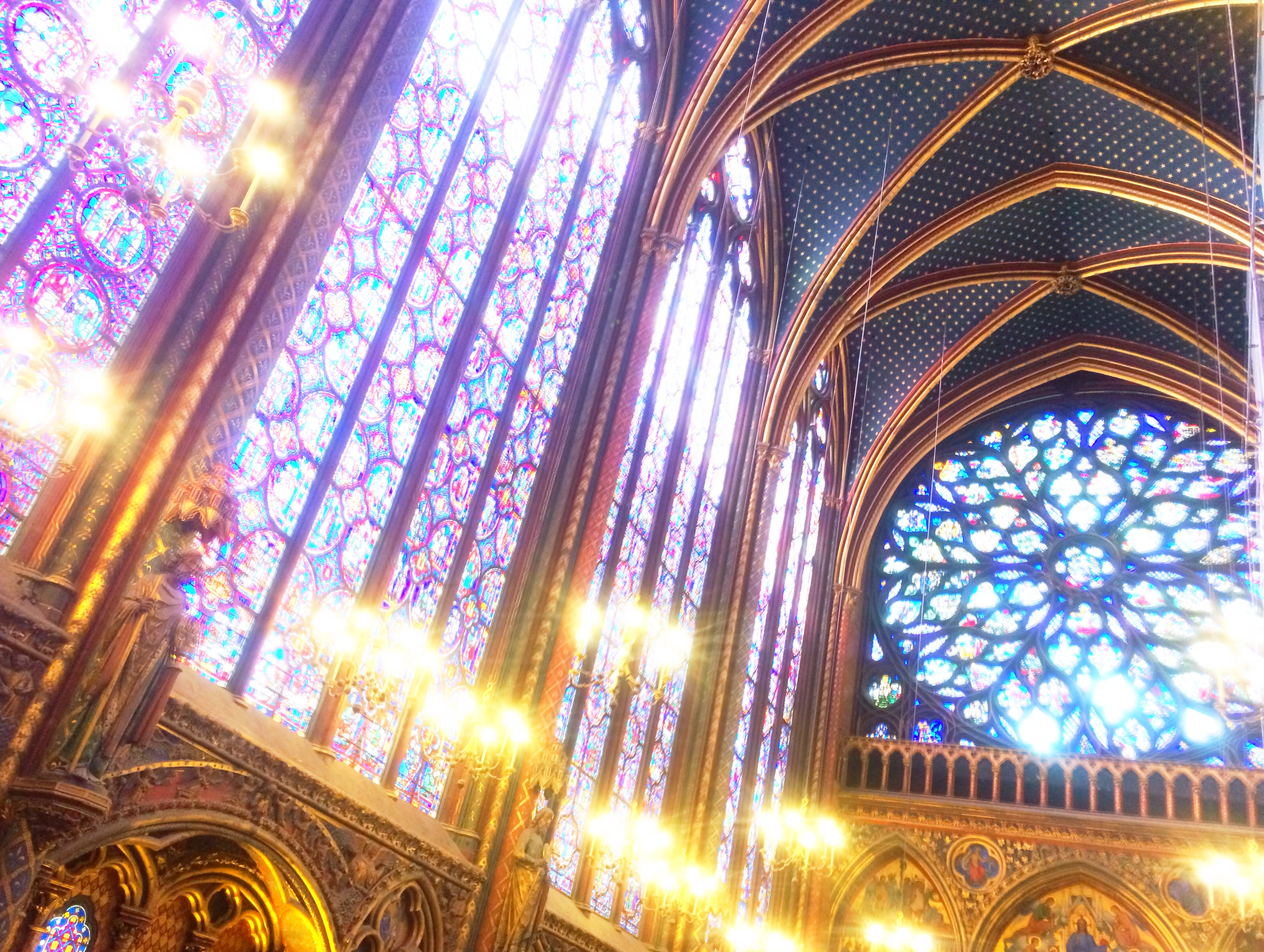
2階フロアのステンドグラス

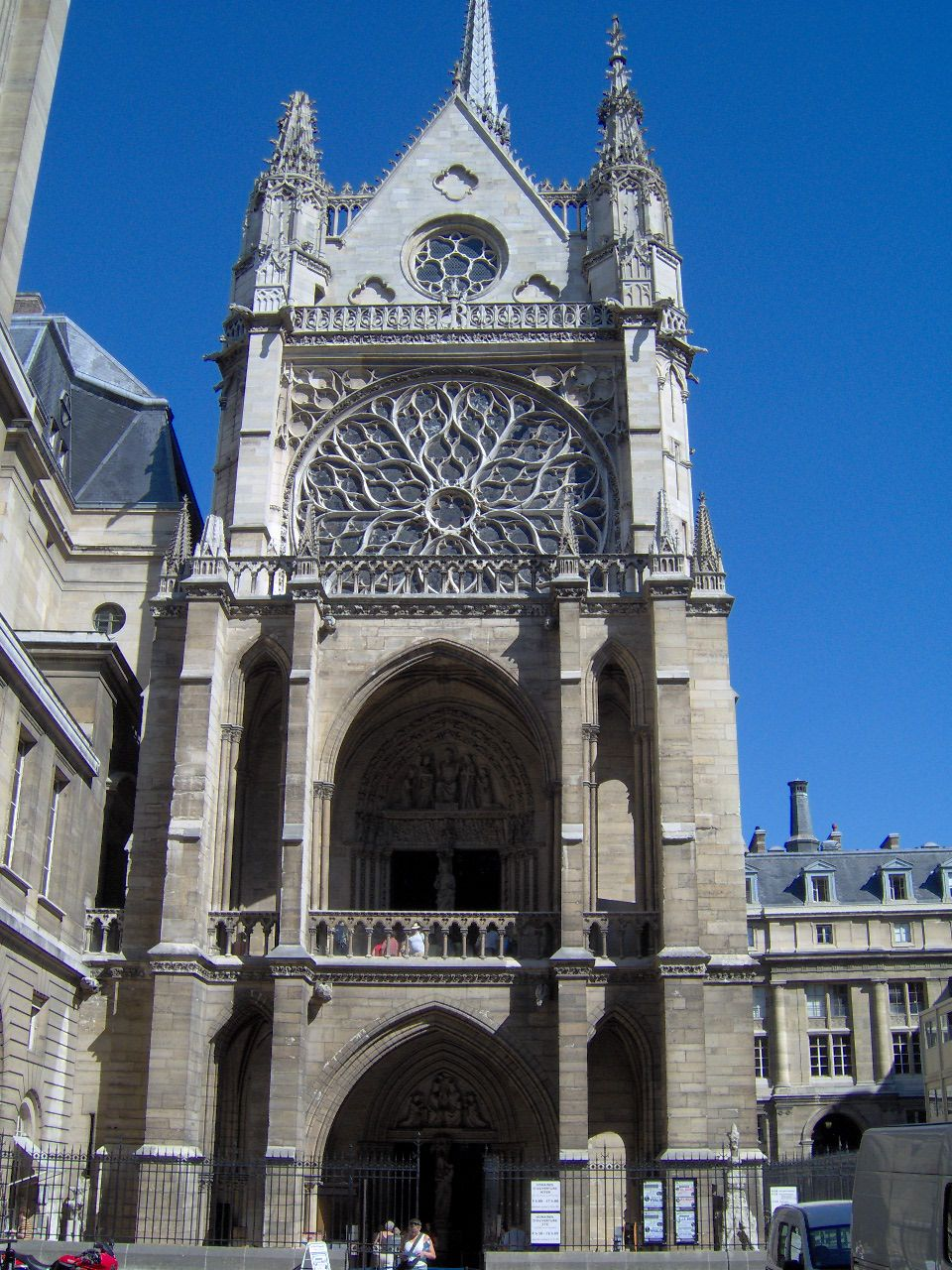
サント・シャペルのファサード

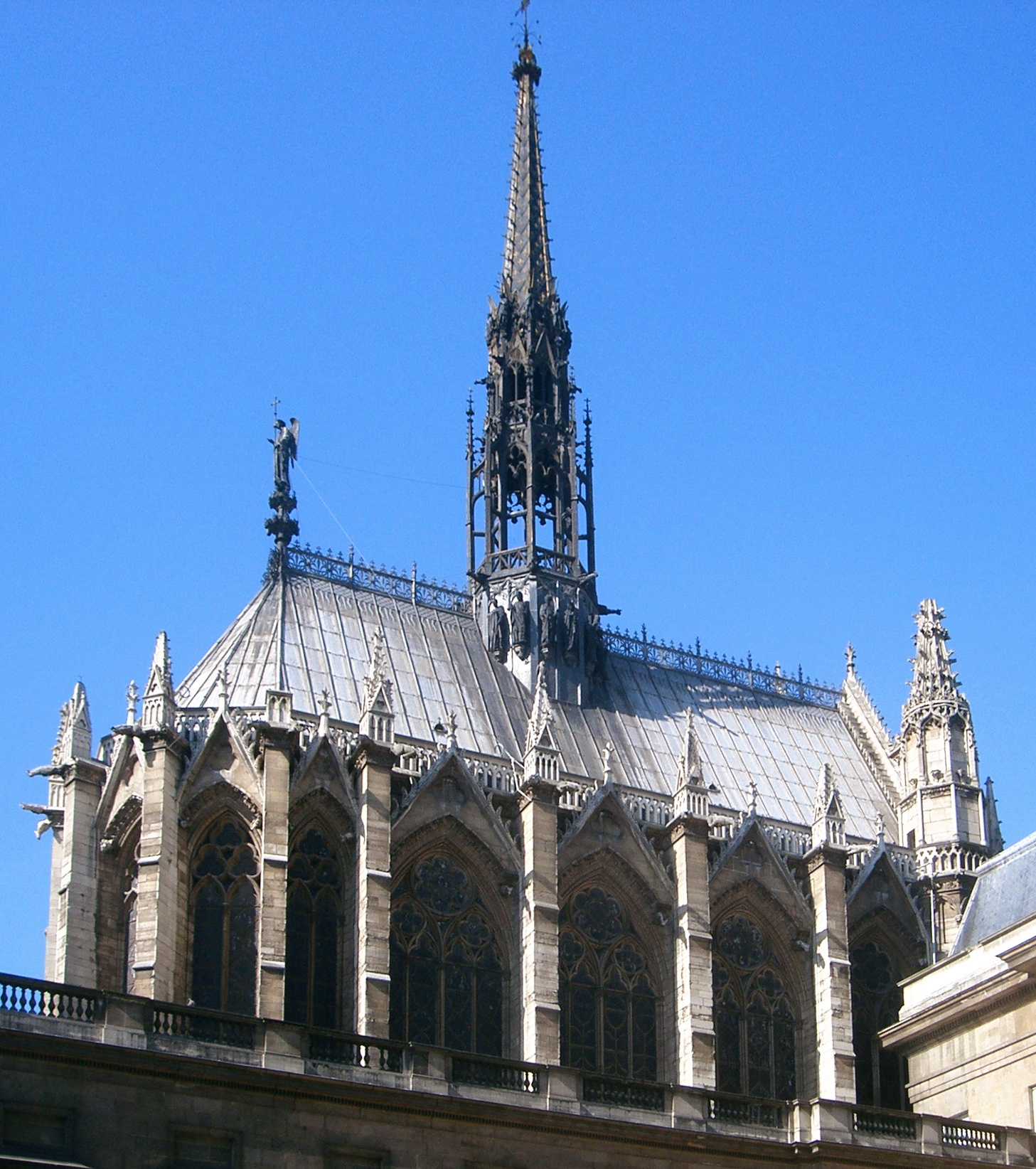
2階部分の外観

聖ルイは、購入した聖遺物のコレクションを納めて礼拝するための教会堂の建設を決意した。この新しい礼拝堂は、当時の居城のヴァンセンヌ城ではなく、時折訪れる旧王宮シテ宮にあった聖ニコラ礼拝堂を取り壊して、その跡地に建設されることになった。
建設が開始された正確な日付けは不明であるが、聖遺物がパリに到着した1241年の秋からローマ教皇の勅書にこの工事のことが初めて触れられた1244年5月までの間であろうと考えられている。その後、1248年の4月26日には献堂されており、工事期間は4から6年程度と考えられる。サント・シャペル全体の建築費は40,000リーブルだった。このようにして、サント・シャペルには、貴重な聖遺物が納められた。
フランドル伯がコンスタンティノープルを占領して皇位を得たり、神聖ローマ帝国の政治が乱れたりした時代でもあったため、サント・シャペルからは、礼拝の場としての機能だけではなく、西キリスト教世界の中心的君主となろうという聖ルイの政治的・文化的野心も読み取れる。
コンスタンティノープルのアヤソフィアが皇帝の宮殿から直に行けたように、ルイも自分の宮殿からサント・シャペルに直接通り抜けられるようになっていた。
王のチャペルの真下には、宮殿のすべての居住者のために教区教会として使われた教会がある。教会は2階建てであり、1階を下堂、2階を上堂と言う。上堂は王宮とつながっているため、王侯貴族用として利用されていた。
王は、後にカトリック教会から列聖され、聖ルイ（サン・ルイ、セント・ルイスの由来）と呼ばれるようになった。
直接建設に携わった設計士や建築家の名も不明である。昔からの言い伝えでは、ピエール・ド・モントルイユだと言われている。彼はサン＝ドニ大聖堂のアプスを再建したり、パリのノートルダム大聖堂のファサードを完成させたり、サン＝ジェルマン＝デプレ修道院の礼拝堂を建築した人物である。他にも様々な説があるが、ノートルダム大聖堂 (アミアン)建築に携わったロベール・ド・リュザルシュとする説も有力である。
なお、ノートルダム大聖堂には、サント・シャペルとの連絡通路が造られたこともあった。

### フランス革命まで
教会で視覚的に最も美しく、このタイプでは世界でもベストだと考えられているのが、サント・シャペルのステンドグラスである。その石細工は繊細な構成で、バラ窓は15世紀に上のチャペルに加えられた。また、高さ約１５ｍの窓には聖書からとった１１３４の場面が描かれている。

### フランス革命後
フランス革命期、サント・シャペルは行政の事務所として使われ、窓は巨大な整理棚で隠されていた。その美しさはほとんど忘れ去られていたため、たまたま破壊から免れたが、クワイヤの聖歌隊席や内陣障壁は破壊され、尖塔は引き下ろされ、遺物は散逸してしまった。19世紀になると、フェリックス・デュバンやラッスュ (fr) らと共にル・デュクがサント・シャペルを修復した。現在の繊細な尖塔は、ル・デュクの設計である。
シテ宮自体は完全になくなってしまったが、サント・シャペルは宮殿跡の建物（パレ・ド・ジュスティス）に取り囲まれるように残った。
サント・シャペルは1862年に歴史的建造物に指定され、現在は国立モニュメントセンターが管理運営している。

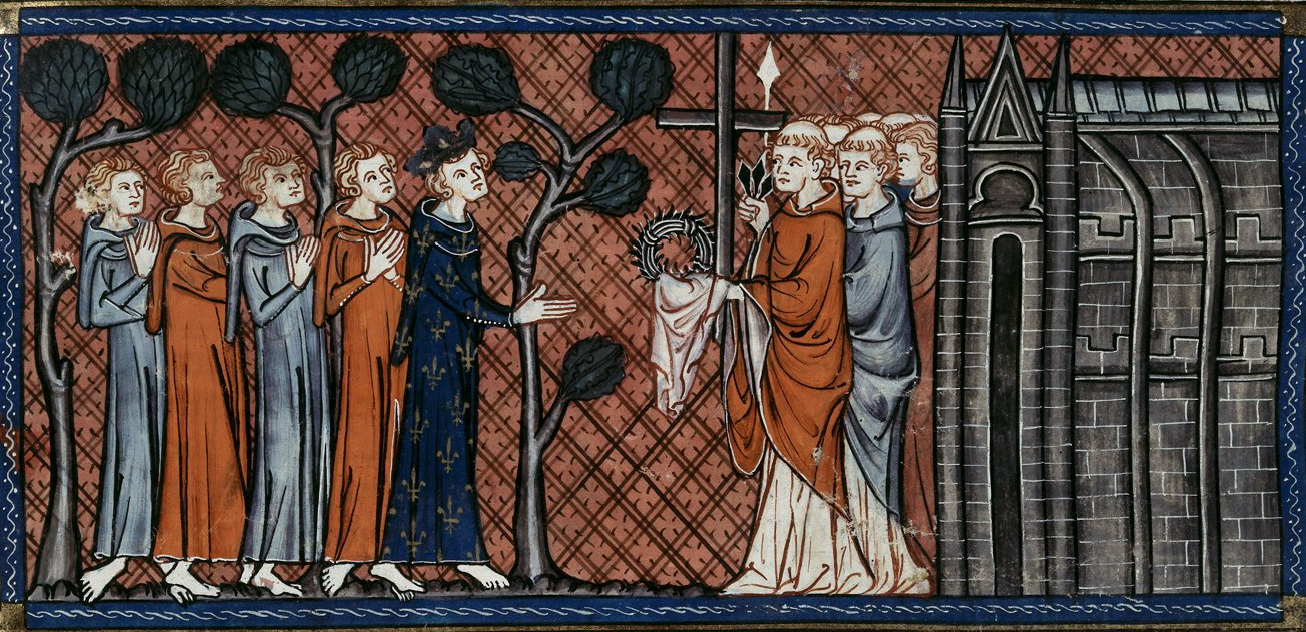
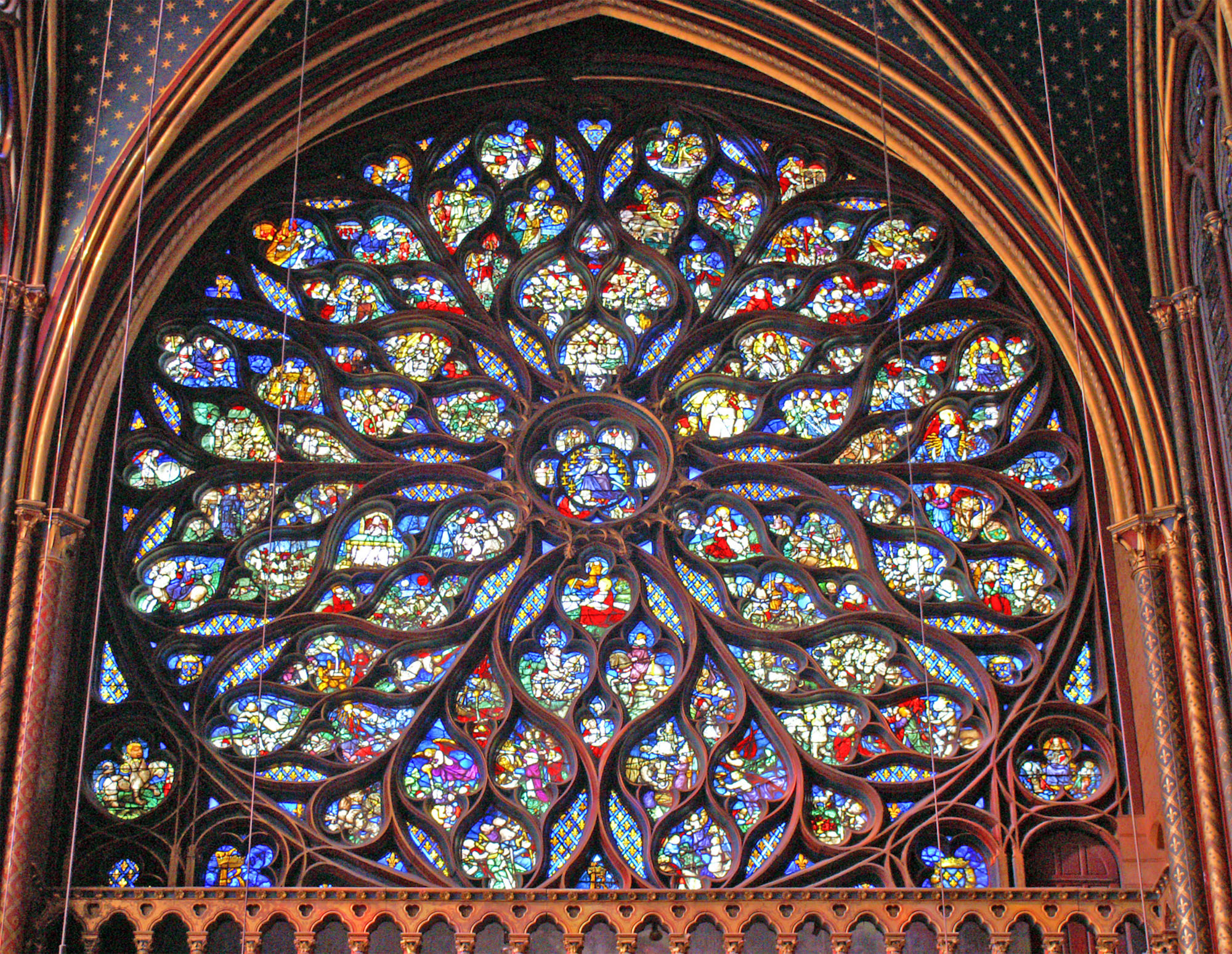
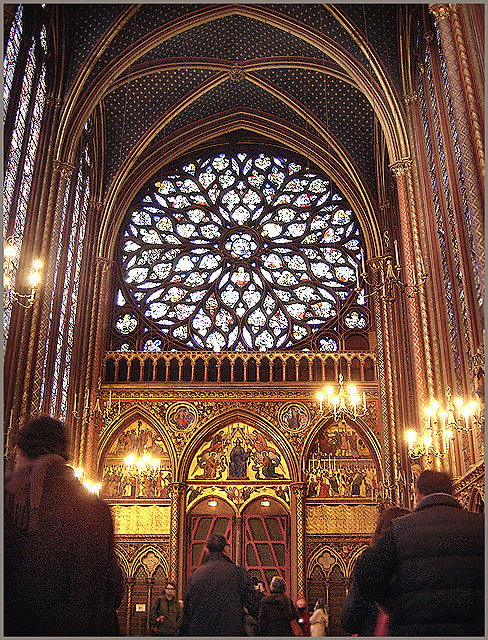
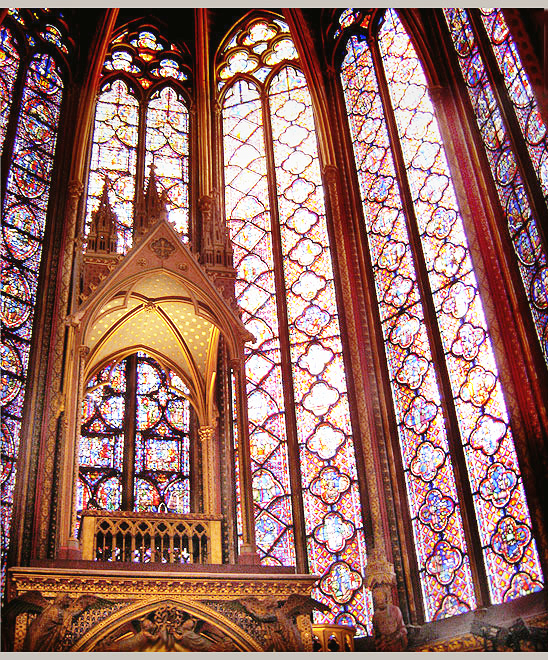
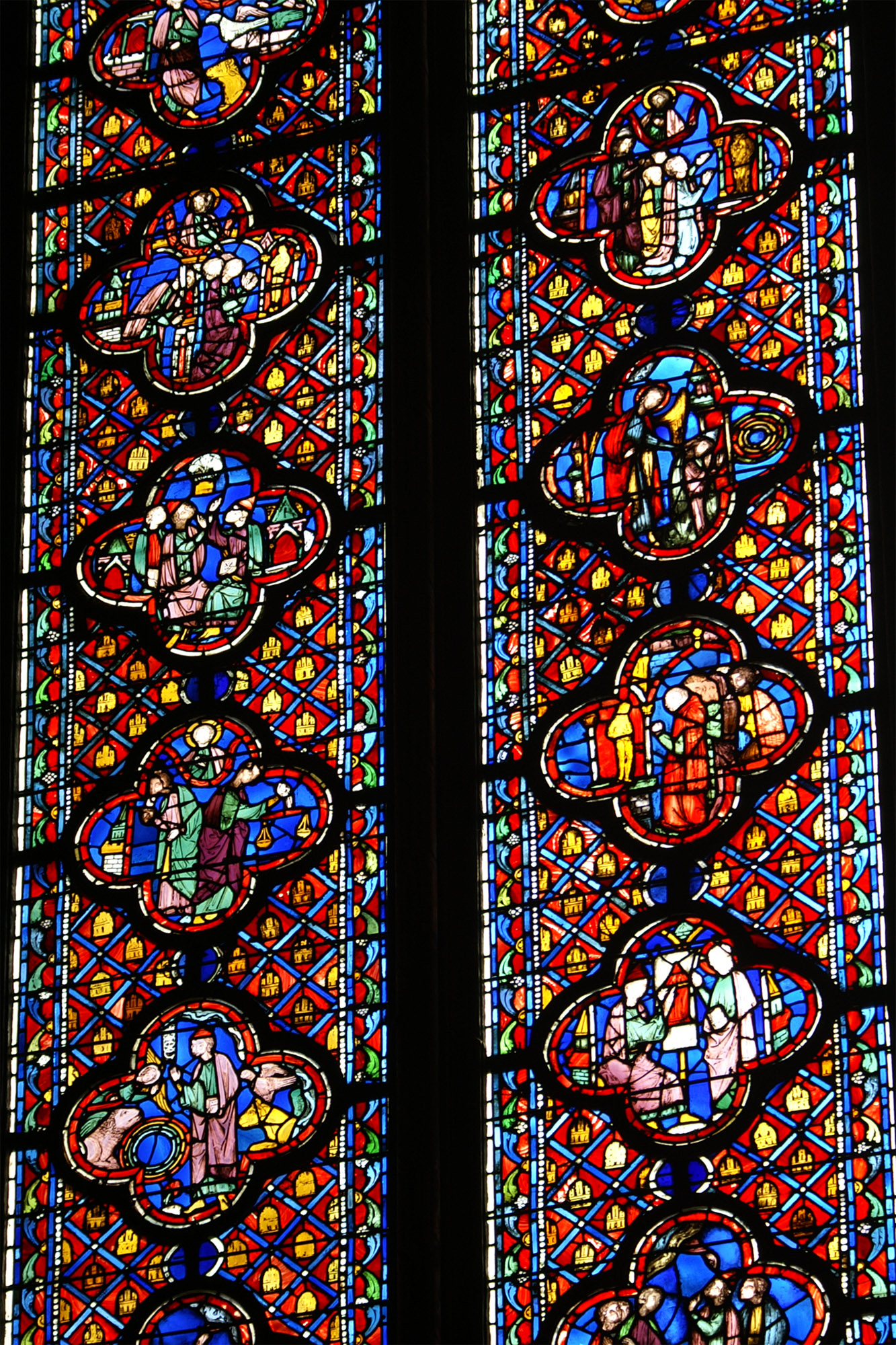
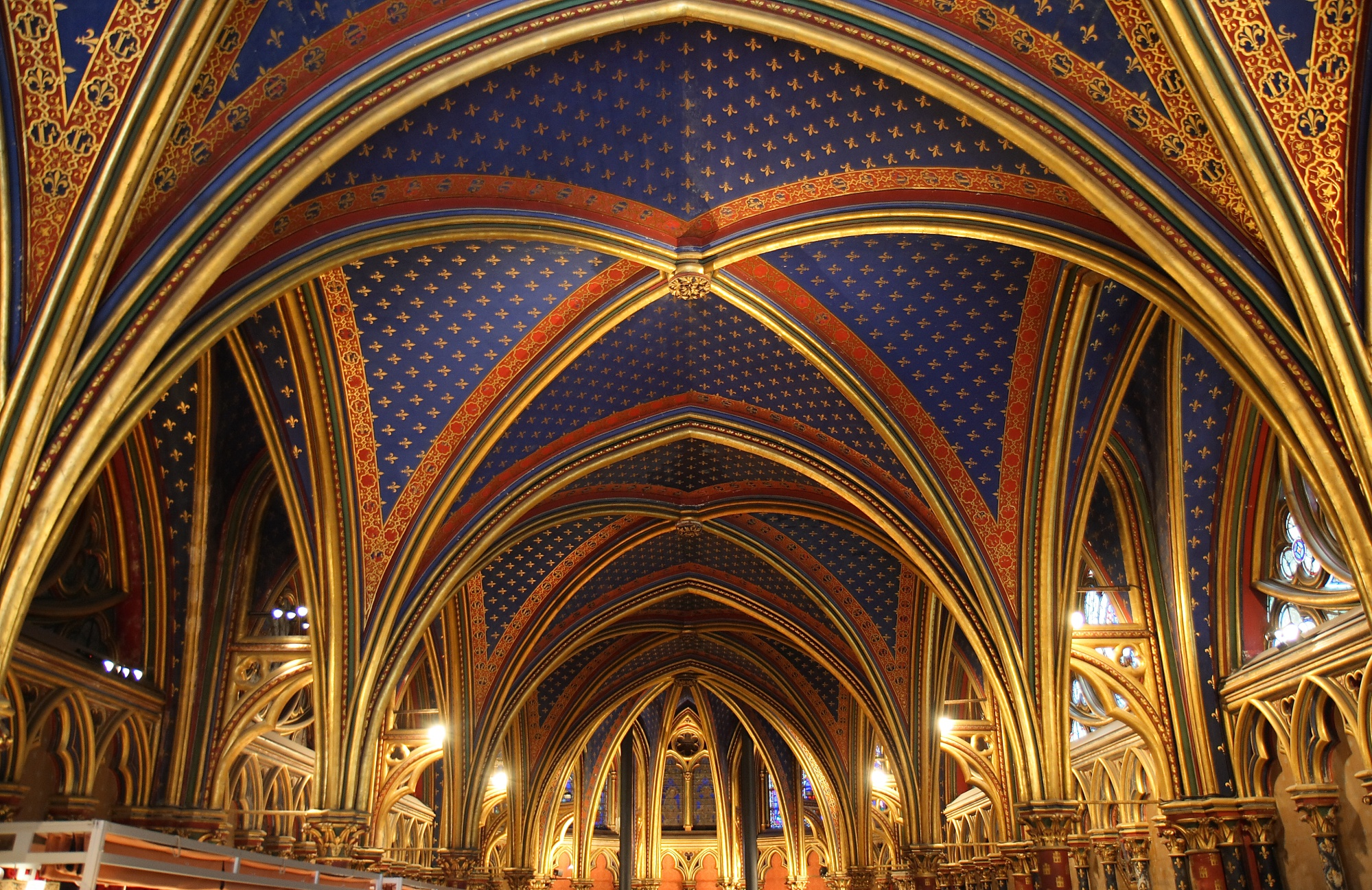
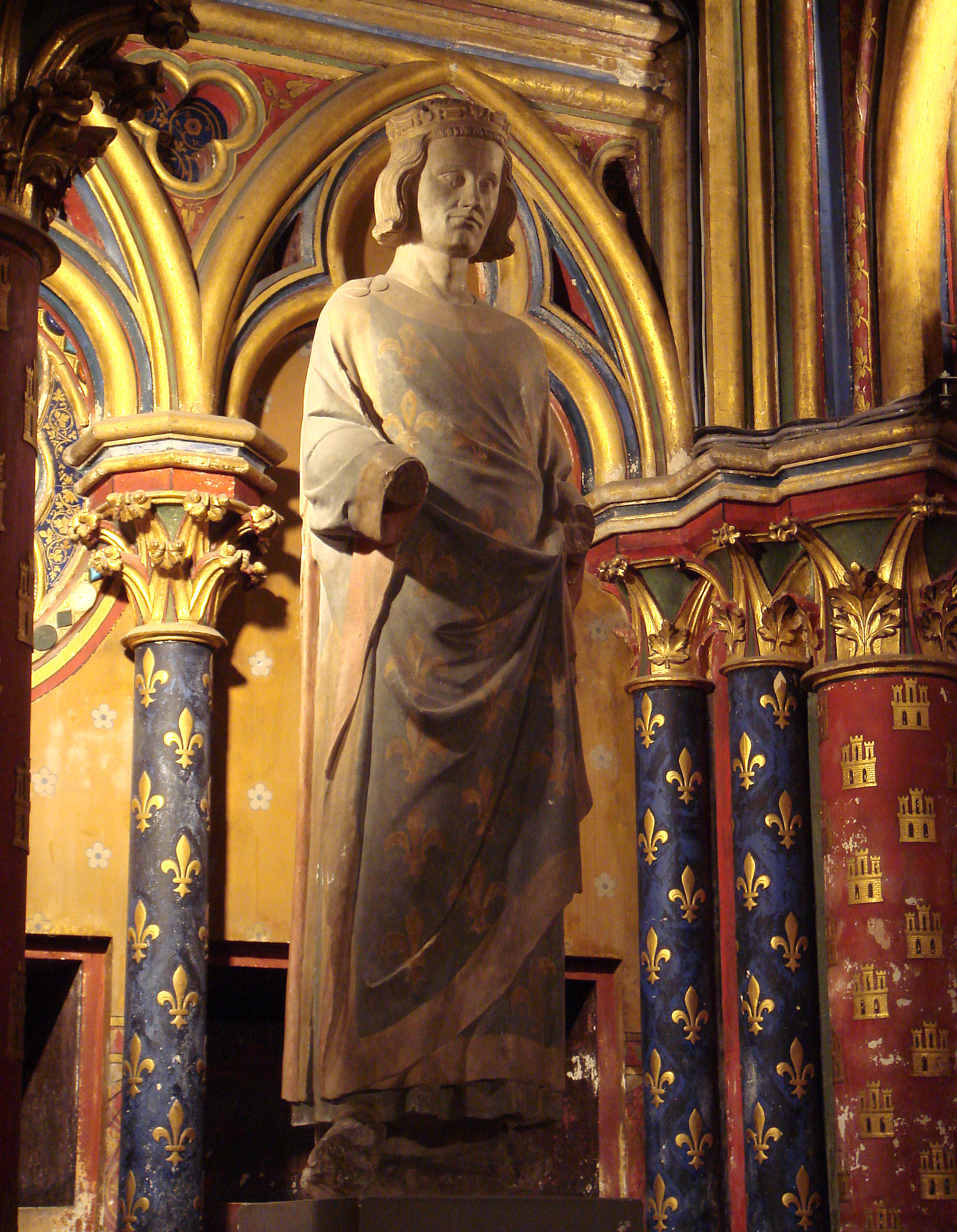
チャペル建造の後援者となったルイ9世の像